# Język yonggom
Język yonggom (a. yongom), także yongkom – język transnowogwinejski używany w Prowincji Zachodniej w Papui-Nowej Gwinei. Według danych z 1999 roku posługuje się nim 6 tys. osób.
Jego związek z bliskimi językami nie został dobrze ustalony. Jest blisko spokrewniony z językiem muyu, używanym w kabupatenie Boven Digoel w indonezyjskiej części wyspy. W literaturze pojawiały się informacje, że yonggom może być dialektem tego języka bądź alternatywnym określeniem na muyu północny. Serwis Ethnologue wymienia nazwę yonggom jako jedną z nazw języka muyu, wyróżniając jednocześnie odrębny język yonggom.
Społeczność etniczna Yonggom posługuje się również innymi językami: hiri motu, tok pisin (wypierającym hiri motu), indonezyjskim, a także angielskim (używanym w edukacji). Z indonezyjskiego, hiri motu i angielskiego yonggom zaczerpnął dużą grupę słownictwa na określenie nowych pojęć. Do zapisywania tego języka stosuje się alfabet łaciński.